# Thabazimbi
Thabazimbi est une ville minière (minerai de fer), située dans la province du Limpopo en Afrique du Sud.

## Étymologie
Le nom « Thabazimbi » signifie « montagne du fer » car de grands gisements ont été découverts en 1919 par J.H. Williams.

## Localisation
La ville est située au pied du mont Ysterberg, entourée par les monts Witfonteinrand et Boshofberg. Le mont Kransberg se dessine au loin.

## Historique
La ville a été officiellement fondée en 1953.
En 2003, la ville fait les gros titres de la presse du fait qu'elle voisinait le tristement célèbre Kamp Staaldraad, camp d'entraînement des Springbocks pour la coupe du monde de rugby 2003. Les excès liés aux pratiques mises en œuvre dans ce camp entraînèrent une réorganisation drastique des instances de la Fédération sud-africaine de rugby à XV.

## Ressources minérales et économie locale
Thabazimbi est reconnu pour ses mines de minerai de fer de qualité supérieure.
Cette région, située dans un environnement semi-aride éloigné, a vu la découverte de son hématisation de qualité supérieure pour la première fois en 1919.
L'exploitation minière a débuté en 1931. Les dépôts de minerai de fer dans cette zone sont estimés à 100 millions de tonnes.
Outre l'exploitation minière, les environs de Thabazimbi sont également réputés pour l'élevage de bétail.
Sur le plan économique, Thabazimbi est reliée par voie ferrée aux aciéries de Pretoria, renforçant ainsi son importance dans l'industrie sidérurgique sud-africaine.
La population de la ville était de 28 395 habitants en 2001, tandis que la municipalité comptait 63 918 résidents la même année.

## Administration

### Liste des maires
- Jacob Mabdea Sha, maire de 1994 à 1996
- Naledi Lucas Matlou, maire de 2006 à 2011
- Patricia Aletta Mosito, maire de 2011 à 2016
- Midah Moselane (-2020), maire (Thabazimbi Residents Association) de 2016 à 2018
- John Michael Fischer, maire (Thabazimbi Resident’s Association) du 7 décembre 2018 à novembre 2021
- Tokkies Swanepoel, maire (DA) de novembre 2021[4] à octobre 2022
- Judith Motsei Mogapi, maire (ANC) de octobre 2022 [5] à octobre 2023
- Tokkie Swanepoel,  maire (DA) de 2023 à 2024
- Judith Motsei Mogapi, maire (ANC) d'aout à septembre 2024
- Tumisang Pilane (ANC), depuis le 12 décembre 2024

## Industrie locale

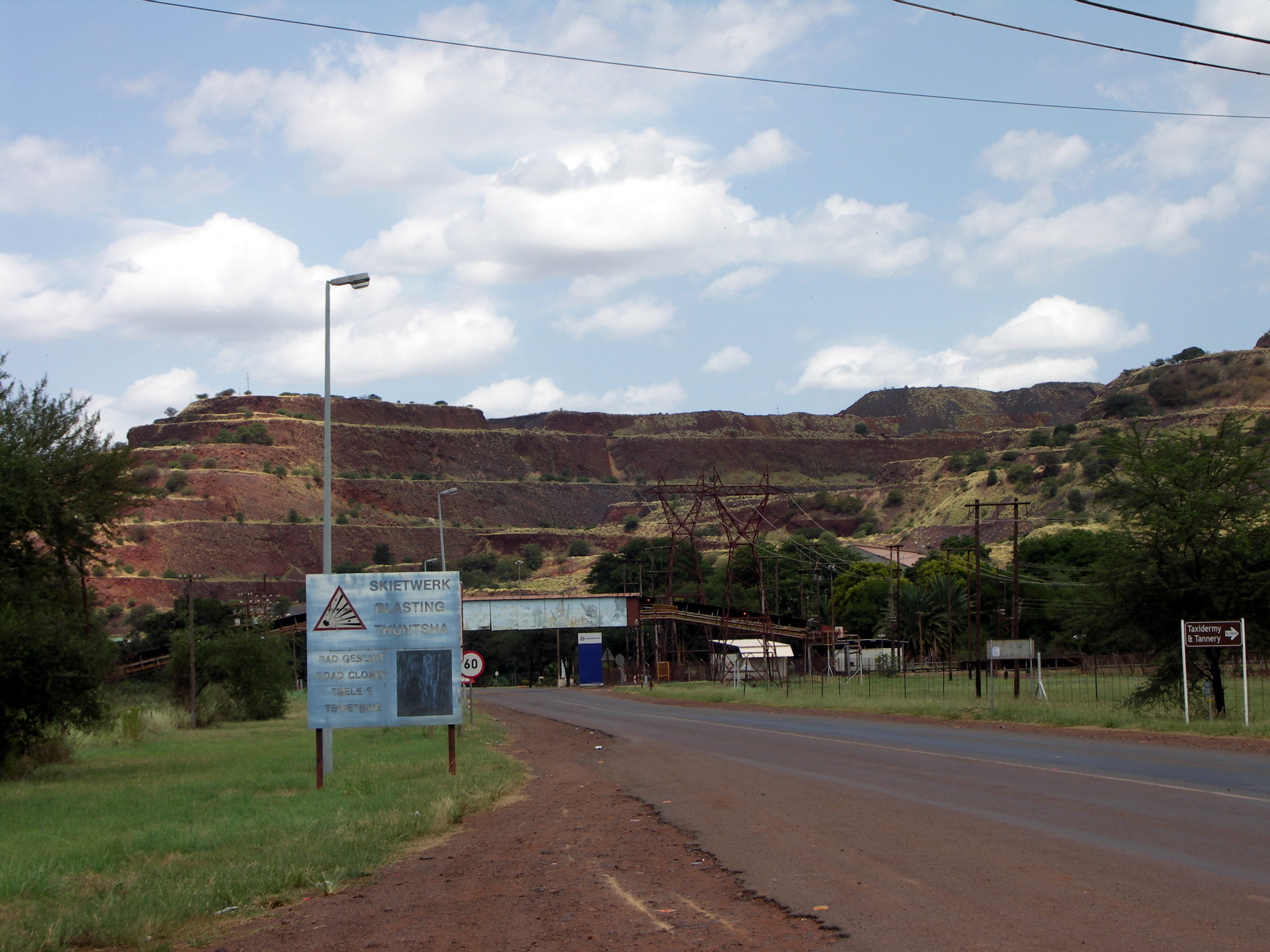
Mine de fer à Thabazimbi.

La mine de Thazimbi est l'une des plus grandes d'Afrique. Plus de deux millions de tonnes sont extraites chaque année et sont transportées par train jusqu'à l'usine métallurgique proche.
Le chemin de fer, passant par Rustenburg, est arrivé dans la région dans les années 1930. Elle a permis le démarrage de l'exploitation à grande échelle.
La société Kumba Iron Ore (en) est l'opérateur principal de la mine.

## Environnement
Le parc national de Marakele se situe à 20 km au nord-est, au cœur du massif du Waterberg, fait de montagnes et de vallées et qui abrite une riche faune sauvage. Il fut, en 1999, mêlé à l'affaire des éléphants de Tuli, suspicion de maltraitance sur animaux.